# Ямамото, Иссэй
Иссэй Ямамото (яп. 山本 一清 Ямамото Иссэй,  27 мая 1889 — 16 января 1959) — японский астроном.
Работал профессором астрономии в Киотском университете.
В 1920 году стал первым президентом Восточной астрономической ассоциации.
Был директором обсерватории Кадзан в Киото.
Области научных интересов — изучение переменных звёзд, комет, зодиакального света.
В его честь названы кратер на Луне и астероид № 2249.